# Seven Sudamericano Femenino
El Seven Sudamericano Femenino, anteriormente llamado Seven Femenino de la CONSUR es la competencia anual de Rugby 7 en la que participan entre ocho y nueve selecciones femeninas de uniones afiliadas a Sudamérica Rugby (SAR).
Las brasileras (Tupís) obtuvieron 21 campeonatos, la selección de Argentina ha obtenido tres consagraciones y Colombia ha obtenido un campeonato.

## Historia

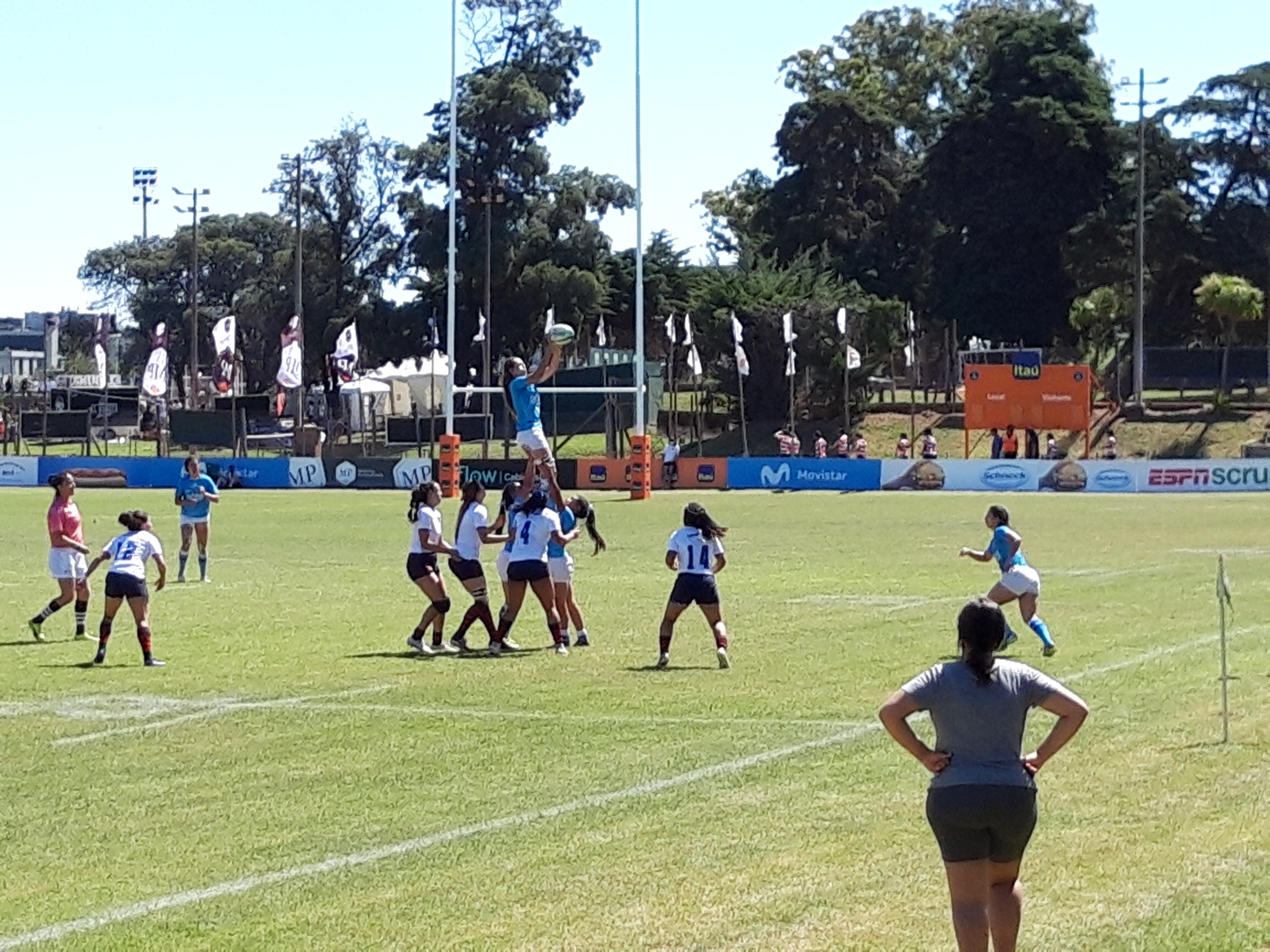
Seven Sudamericano Femenino 2021

Comenzó en el 2004 en Barquisimeto en Venezuela, 2 años antes que el seven masculino, El triunfo fue para las brasileras al ganarle en la final a las locales por un ajustado 15 - 12.
Al año siguiente se celebra en São Paulo, Brasil y nuevamente se coronan campeonas invictas el equipo de la vitória-régia como se las conocía en ese entonces.
La tercera edición se organizó en el 2007 y en conjunto con la segunda edición del seven masculino. Esta vez le tocó a los chilenos recibir el campeonato de rugby reducido y la selección de Brasil se consolida como líder de la CONSUR ya que obtuvo el seven de Viña del Mar sin puntos en contra.
Desde el 2007 en adelante se ha celebrado junto el Seven Masculino, pasando así, Punta del Este 2008 (Uruguay), São José dos Campos 2009 (Brasil), Mar del Plata 2010 (Argentina), Bento Gonçalves 2011 (Brasil) y Río de Janeiro 2012 y 2013 (Brasil). En el torneo no ha habido sorpresas en cuanto al equipo vencedor en ninguna de las ediciones.
La décima edición se jugó dentro de los Juegos Suramericanos de 2014 celebrados en Santiago de Chile, por lo tanto se entregaron medallas a las 3 selecciones que subieron al podio. Brasil obtuvo el oro, Argentina plata y Uruguay bronce.
El Seven Sudamericano 2015 sirvió como torneo clasificatorio a los Juegos Olímpicos de Río de Janeiro 2016, y en el que Brasil no jugó al estar clasificado por ser local. En esa oportunidad, las colombianas se coronaron campeonas.

## Sistema de disputa
La etapa de clasificación se juega el primer día: Se determinan 2 grupos de 4 equipos cada uno. En cada grupo se disputa un cuadrangular, donde los dos primeros clasificarán a semifinales por el título mientras que los dos últimos pasarán a semifinales por el 5.º puesto.
La etapa de play-off se juega al día siguiente: Con 4 partidos de semifinales y luego partidos por el 7.º puesto, por el 5.º, por el 3.º y el último por el título. Se determinan así la clasificación final, esto es importante para conformar los grupos para el seven del próximo año.

## Campeonatos
| Edición  | Sede              | Campeón   | 2.º puesto | 3.º puesto | 4.º puesto | 5º puesto | 6.º puesto | 7.º puesto | 8.º puesto     | 9.º puesto | 10.º puesto |
| -------- | ----------------- | --------- | ---------- | ---------- | ---------- | --------- | ---------- | ---------- | -------------- | ---------- | ----------- |
| 2004     | Barquisimeto      | Brasil    | Venezuela  | Colombia   | Argentina  | Uruguay   | Chile      | Paraguay   | Perú           |            |             |
| 2005     | São Paulo         | Brasil    | Argentina  | Venezuela  | Colombia   | Chile     | Uruguay    | Paraguay   | Perú           |            |             |
| 2007     | Viña del Mar      | Brasil    | Colombia   | Venezuela  | Argentina  | Chile     | Uruguay    | Perú       | Invitación VII |            |             |
| 2008     | Punta del Este    | Brasil    | Argentina  | Venezuela  | Uruguay    | Colombia  | Chile      | Perú       | Paraguay       |            |             |
| 2009     | S J dos Campos    | Brasil    | Argentina  | Venezuela  | Uruguay    | Colombia  | Chile      | Perú       | Paraguay       |            |             |
| 2010     | Mar del Plata     | Brasil    | Colombia   | Uruguay    | Argentina  | Chile     | Venezuela  | Paraguay   | Perú           |            |             |
| 2011     | Bento Gonçalves   | Brasil    | Argentina  | Chile      | Uruguay    | Colombia  | Perú       | Venezuela  | Paraguay       |            |             |
| 2012     | Río de Janeiro    | Brasil    | Colombia   | Uruguay    | Argentina  | Chile     | Venezuela  | Paraguay   | Perú           |            |             |
| 2013     | Río de Janeiro    | Brasil    | Argentina  | Uruguay    | Venezuela  | Colombia  | Chile      | Perú       | Paraguay       |            |             |
| 2014     | Santiago de Chile | Brasil    | Argentina  | Uruguay    | Colombia   | Chile     | Paraguay   | Venezuela  |                |            |             |
| 2015     | Santa Fe          | Colombia  | Argentina  | Venezuela  | Uruguay    | Paraguay  | Chile      | Perú       | Costa Rica     |            |             |
| 2016     | Río de Janeiro    | Brasil    | Argentina  | Colombia   | Venezuela  | Paraguay  | Chile      | Perú       | Uruguay        |            |             |
| 2017 I   | Villa Carlos Paz  | Brasil    | Argentina  | Colombia   | Paraguay   | Venezuela | Chile      | Perú       | Uruguay        |            |             |
| 2017 II  | Montevideo        | Brasil    | Argentina  | Perú       | Paraguay   | Uruguay   | Chile      | Costa Rica |                |            |             |
| 2018     | Montevideo        | Brasil    | Argentina  | Colombia   | Perú       | Chile     | Paraguay   | Uruguay    | Costa Rica     |            |             |
| 2019 I   | Asunción          | Brasil    | Argentina  | Chile      | Perú       | Paraguay  | Uruguay    | Costa Rica | Venezuela      | Guatemala  |             |
| 2019 II  | Lima              | Brasil    | Colombia   | Argentina  | Perú       | Paraguay  | Chile      | Uruguay    | Venezuela      | Guatemala  | Costa Rica  |
| 2019 III | Montevideo        | Brasil    | Argentina  | Colombia   | Paraguay   | Perú      | Chile      | Costa Rica | Guatemala      | Uruguay    |             |
| 2020     | Montevideo        | Brasil    | Paraguay   | Colombia   | Uruguay    | Argentina | Chile      | Perú       | Costa Rica     |            |             |
| 2021     | Montevideo        | Brasil    | Colombia   | Argentina  | Paraguay   | Uruguay   | Chile      | Perú       | Costa Rica     | Guatemala  | Panamá      |
| 2022     | Saquarema         | Brasil    | Colombia   | Argentina  | Paraguay   | Chile     | Perú       | Uruguay    | Guatemala      |            |             |
| 2023 I   | Montevideo        | Brasil    | Argentina  | Paraguay   | Colombia   | Chile     | Uruguay    | Perú       |                |            |             |
| 2023 II  | Asunción          | Argentina | Brasil     | Chile      | Paraguay   | Colombia  | Perú       | Uruguay    |                |            |             |
| 2024     | Lima              | Argentina | Brasil     | Colombia   | Uruguay    | Chile     | Paraguay   | Perú       | Venezuela      |            |             |
| 2025     | Lima              | Argentina | Colombia   | Brasil     | Uruguay    | Paraguay  | Chile      | Perú       | Guatemala      | Ecuador    |             |

## Posiciones
- Número de veces que las selecciones ocuparon cada posición en todas las ediciones.

| Equipo     | Campeón | 2.º puesto | 3.º puesto | 4.º puesto | 5.º puesto | 6.º puesto | 7.º puesto | 8.º puesto | 9.º puesto | 10.º puesto |
| ---------- | ------- | ---------- | ---------- | ---------- | ---------- | ---------- | ---------- | ---------- | ---------- | ----------- |
| Brasil     | 21      | 2          | 1          |            |            |            |            |            |            |             |
| Argentina  | 3       | 14         | 3          | 4          | 1          |            |            |            |            |             |
| Colombia   | 1       | 7          | 7          | 3          | 5          |            |            |            |            |             |
| Venezuela  |         | 1          | 5          | 2          | 1          | 2          | 2          | 3          |            |             |
| Paraguay   |         | 1          | 1          | 6          | 5          | 3          | 4          | 4          |            |             |
| Uruguay    |         |            | 4          | 7          | 6          | 4          | 4          | 2          | 1          |             |
| Chile      |         |            | 3          |            | 9          | 13         |            |            |            |             |
| Perú       |         |            | 1          | 3          | 1          | 3          | 12         | 4          |            |             |
| Costa Rica |         |            |            |            |            |            | 3          | 4          |            | 1           |
| Guatemala  |         |            |            |            |            |            |            | 3          | 3          |             |
| Ecuador    |         |            |            |            |            |            |            |            | 1          |             |
| Panamá     |         |            |            |            |            |            |            |            |            | 1           |